# 石川次郎
石川 次郎（いしかわ じろう、1941年7月5日 - ）は、東京都生まれの雑誌編集者で、CNNj放送番組審議会委員を務める。

## 経歴
7人姉弟で姉6人の末子として生まれる。戦後まもなく父が他界して母親に育てられる。杉並区立高井戸中学校で美術部に所属して絵描きを志望した。高校受験で第1志望の東京都立西高等学校に不合格となり、第2志望の東京都立富士高等学校へ進学する。
平凡出版創業者の1人である清水達夫は、清水の娘と同級生であることから意気投合する。早稲田大学へ進学後、清水から企画の相談を受ける。
1964年に大学を卒業して旅行代理店に就職するも2年後に退職し、平凡出版へ入社して『平凡パンチ』の編集を担当する。
1973年に異動を契機にして退職し、同時期に退職した木滑良久と『週刊読売』別冊特集などを手掛け、男性向けファッション雑誌の企画を構想する。1975年に清水が平凡出版で社長に就くと木滑とともに再び入社し、1976年に『POPEYE』を創刊する。以後木滑とともに1980年に『BRUTUS』、1986年に『ターザン』、1989年に『GULLIVER』を、それぞれ創刊して編集長を務めた。
1993年に再び退職して編集プロダクション「JI inc.」を設立する。
1994年から2002年までテレビ朝日で深夜番組『トゥナイト2』のキャスターを務めた。
ラジオ番組『コサキン』の葉書コーナーで「夜更かしエスキモー」と称された。

## 出演

### テレビ
- 男たちの食宴 (BS朝日、テレビ朝日)
- トゥナイト2 (テレビ朝日系列)
- ZOOM ASIA (BS朝日)
- 亜細亜見聞録（BS朝日）
- グリーンの教え (BS-TBS)